# Павел баня
Па̀вел ба̀ня е град в централна Южна България, в област Стара Загора, и е в близост до градовете Калофер и Казанлък. Градът е административен център на община Павел баня. По данни на ГРАО към 15 юни 2023 г. в града живеят 2639 души по настоящ адрес и 2850 души по постоянен адрес.

## География
Намира се близо до Казанлък (около 20 – 25 km), в съседство с язовир Копринка. Градът е разположен в централната част на България, в северозападната част на област Стара Загора и между Стара планина и Средна гора в Розовата долина.

## История
Павел баня е сравнително ново селище. Основан е след Освобождението на България от османска власт, от преселници от съседното село Турия. Основните родове, които са се заселили в новото село Павел, са около десетина. Покрай националното богатство – минералната вода, селцето се развива, появяват се някои почивни бази. От 10 ноември 1978 г. Павел баня е със статут на град.
Селището е кръстено на Свети апостол Павел и на най-малкия син на император Александър ІІ – великия княз Павел Александрович.

## Население
Численост на населението според преброяванията през годините:
| \| Година на преброяване \| Численост \| \| --------------------- \| --------- \| \| 1934 \| 1623 \| \| 1946 \| 1630 \| \| 1956 \| 2090 \| \| 1965 \| 2755 \| \| 1975 \| 3124 \| \| 1985 \| 3307 \| \| 1992 \| 3202 \| \| 2001 \| 3077 \| \| 2011 \| 2767 \| \| 2023 \| 2607 \| |           |
| Година на преброяване | Численост |
| 1934 | 1623      |
| 1946 | 1630      |
| 1956 | 2090      |
| 1965 | 2755      |
| 1975 | 3124      |
| 1985 | 3307      |
| 1992 | 3202      |
| 2001 | 3077      |
| 2011 | 2767      |
| 2023 | 2607      |

Етническият състав включва 1904 българи, 381 турци и 279 цигани.

## Религии
В Павел баня живеят различни по вероизповедание хора. Религиозните празници са взаимно почитани и уважавани. На територията на града има стара православна църква и евангелистка църква.

## Икономика
Основни за икономиката на Павел баня са балнеоложкият туризъм и производството и обработката на етерично-маслени култури (лавандула, казанлъшка роза, салвия).

### Балнеолечение
Град Павел баня e национален балнеоложки център. Градът е добил известност с лечебните си минерални води. Те се характеризират като слабоминерализирани, хипотермални, радонови, силициеви и флуорни. От седемте естествени сондажни източника бликат минерални води с температура от 50 до 61 °C. Курортът е профилиран за лечение на дегенеративни и възпалителни ортопедични заболявания на опорно-двигателния апарат, състояния след травматични и ортопедични заболявания, дегенеративни, ставни и периставни възпалителни заболявания, заболявания на периферната нервна система – дискова болест, моно- и полиневрити, радикулити, заболявания на централна нервна система и др.
На територията на Павел баня извират лечебните води на общо 9 естествени хидротермални извори, с подобен химичен състав и общ дебит 950 l/минута, ниско минерализирани и слабо алкални, като два са с нерадонови води. Общата минерализация на водата е 0,650 mg/l , твърдост – 1,7 °dH. Минералната вода е слабоминерализирана, хидрокарбонатно-натриева, хипертермална, радонова, силициева и флуорна с леко изразена алкална реакция (pH: 7,5 – 7,9).
Кратка информация на източниците на минералните води в Павел баня:
- Дебит: 15,8 l/s
- Температура – до 61 °С
- Минерализация – 0,62 g/l
- Радон – 22,8 NC/l
- Сероводород – 0,7 mg/l

В града са разположени общо 11 басейна с минерална вода, от които 7 закрити и 4 открити.
Минералната вода в Павел баня съдържа флуор и радиоактивния газ радон, затова според специалистите водата трябва да се използва изрично и само по лекарско предписание.

### Розодобив
На територията на общината се отглеждат над 5000 дка българска маслодайна роза. Още 2000 дка са засети с други етерично-маслени култури – лавандула, мента и анасон. В община Павел баня има 9 действащи розоварни, в две от които се практикува старинен метод на розоварене и са отворени за посещение. Периодът на розобер е кратък – през май и юни. Тогава цялата община ухае на рози.
Розопроизводството в община Павел баня се очертава като един от основните отрасли на общинската икономика.

### Видове туризъм
Местоположението, климатът и природните дадености в Павел баня обуславят идеални условия за развиване на балнеоложки, културен, екологичен и селски туризъм.

## Обществени институции
- Общинската администрация – Павел баня
- Народно читалище „Напред – 1903 г.“
- Държавно лесничейство – Павел баня
- Професионална гимназия по ресторантьорство и хотелиерство
- СОУ „Христо Ботев“
- Туристически информационен център – намира се в Читалище „Напред – 1903“, в центъра на Павел баня

## Забележителности
- Църква „Рождество Богородично“ – построена е през 1920 – 1921 г. и е изографисана от майстори на Тревненската школа. Представлява красива сграда с прекрасна архитектура. Намира се недалеч от центъра на града;
- Паметникът на Тодор Мазаров (1905 – 1975 г.) – оперен певец – тенор от световна величина. Родом от град Павел баня и гордост за жителите на града;
- Паметникът на Цанко Минков-Комитата (1856 – 1944) – това е най-младият от четниците на Христо Ботев;
- Чешмата с Паметника Майка и Паметника на загиналите финландски войници в борбата за национално освобождение – забележителности с културно-историческо значение;
- Двата бряста – резбовани са от известния павелбански резбар Иван Бубев по случай 125-годишнината от основаването на града. Това са последните останали бряста, съхранили историческата памет на Павел баня.[10]

### Природни забележителности
- Национален парк „Централен Балкан“

### Забележителности в близост до Павел баня
- Културен комплекс „село Турия – село музей“ (4 km югозападно от Павел баня) – тук се намират родната къща музей на българския хуморист Димитър Христов Чорбаджийски, по-известен като Чудомир, „Дървото на живота“ (кичест габър) – много рядко срещано дърво, на 700 години; природната забележителност м. „Пиростията“ – вярва се, че водата в нея е лечебна;
- „Селото на 100-те чучура“ – село Габарево (6 km северозападно от Павел баня) – тук се намират музеят на културата „Джанановата къща“ – къщата на Тодор Джананов, където апостолът Васил Левски основава през 1869 г. местен революционен комитет; Каменна църква „Свети Георги Победоносец“ – строена и опожарявана четири пъти; Радучевата къща – в нея е живял Стефан Радучев – съратник на Левски, а самият Дякон неведнъж е намирал подслон и убежище тук. През 1994 г. е създаден комплекс „Валера“;
- Село Скобелево (11 km северно от Павел баня) – тук се намират Етнографски комплекс „Дамасцена“ – първата частна дестилерия в България, създадена през 1991 г., отворена за посещения от туристи; Щраусово ранчо „Четири сезона“.[11]

## Редовни събития
Традициите в Павел Баня са запазили традиционния си характер през годините.
Честват се:
- Коледа
- Кукерските празници[12] на Сирни заговезни – в Павел баня този празник се провежда през Сирната седмица и местното население го нарича „Карнавалът“, а кукерите се наричат „Старци“. Кукерските игри са един пъстър, одухотворен предпролетен народен обичай. В края на зимата те са се очаквали и посрещали с голям интерес от млади и стари. Чрез кукерските ритуали човекът в миналото се е стремил по магически начин да въздейства на природата, вярвайки, че колкото по-високо скачат кукерите, толкова по-високи ще израснат земеделските култури, колкото по-далече се чува железния звън на хлопките и звънците, толкова по-далече ще бъдат прогонени злите духове и болестите. Предавани от поколение на поколение, преплитайки се с новостите на всяко време, кукерските игри са достигнали и до наши дни. Месеци преди празника в кукерските семейства цари оживление. Всеки „старец“ си преглежда и притяга маската и дюзените с хлопките, дървената сабя, наречена „калъчка“, разноцветните кърпички, които се навързват по ръцете и маската. По време на „Карнавалът“ към групата на старците се включват и допълнителни персонажи като „булка“, „младоженец“, „девер“, „циганин“, който носи кросно, „циганка“, която носи дете от парцали – според народното поверие то притежава магическа сила за здраве и плодородие. Към групата има камила, камилар, доктор и поп.
- Богоявление
- Първи март
- Празник на розата и минералната вода – през 2005 г. се възражда традицията и отново се организира Празник на Розата и Минералната вода – уникално съчетание на традиции и съвремие. Провежда се през втората седмица на юни месец, като привлича многобройни туристи от страната и чужбина. Провеждат се международен фолклорен фестивал, спортни празници с откриването на Плувно лято. В международния фолклорен фестивал си дават среща традициите и фолклорното богатство на различни народи, а всяко населено място от общината има възможност да представи на свой щанд уникалния бит и култура, съхранени и до наши дни, след което по улиците преминава шествие на всички участници в празника и всички кукерски състави от общината. Има традиция на Празника на розата да се избира Царица роза и Цар на минералната вода, които присъстват на всички мероприятия по време на празника. Представят се ритуалите „Розобер“ и „Розоварене“ по традиционни и съвременни методи.[13]
- Павелбанско лято – всеки четвъртък

## Личности, родени в Павел баня
- Николай Христов, собственик на Бригада ЕООД
- Иван Бубев, дърворезбар
- Петър Бубев, архитект
- Тодор Караваневски (1887-1961), народен представител в XIX обикновено народно събрание[14] от БЗНС.
- Христо Ганев (р. 1924), писател сатирик и киносценарист
- Тодор Мазаров (1905 – 1975), български оперен певец тенор
- Дядо Цанко Комитата – един от младите Ботеви четници – родом от с. Турия, но целият му род е в Павел баня
- проф. Стамат Манчев, ръководител катедра „Пиво и безалкохолни напитки“ – УХТ (бивше ВИХВП) – гр. Пловдив
- Атанас Пъдев (р. 1975), български политик
- д-р Иван Цветков Балев (1900 – 1981), известен лекар хирург, основател на кооперативното движение

## Международно сътрудничество
Павел баня е побратимен град или е в сътрудничество с:
- Лиски, Воронежка област, Русия[15]
- Мелики, Гърция[16]
- Бююкчекмедже, Турция

## Други

### Фолклор
Представителен фолклорен танцов ансамбъл „Детелини“ е създаден през 1989 г. в град Павел баня. В ансамбъла пеят и танцуват 130 млади хора на възраст от 6 до 36 години, разпределени в 4 възрастови групи. Хореограф и художествен ръководител е Христо Христов. Първата международна изява на ФТА „Детелини“ е през 1992 г. в Унгария. Това става по покана на Българския културен център в Будапеща за светлия християнски празник Никулден. Следват фестивали и приятелски гостувания в Полша, Гърция, Русия, Македония, Турция, Италия, Сърбия, Румъния, Грузия, Франция.